# Онгейс, Дэнни
Дэ́ниел «Дэ́нни» О́нгейс (англ. Danny Ongais; 21 мая 1942, Кахулуи, США — 26 февраля 2022, Анахайм, США) — американский автогонщик, участник чемпионата мира по автогонкам в классе Формула-1 и гоночных серий USAC, CART и IRL.

## Биография
Гоночную карьеру начал в возрасте 14 лет, участвуя в местных мотогонках на Гавайи. В 1959 году дебютировал в дрэг-рейсинге и уже на следующий год стал чемпионом Гавайи. В 1963—1964 годах дважды становился победителем чемпионата по дрэг-рэйсингу «American Hot Rod Association», в 1965 году выиграл чемпионат «National Hot Rod Association». Выступал в различных соревнованиях по дрэг-рэйсингу до начала 1970-х годов, после чего перешёл в шоссейно-кольцевые автогонки. В 1975—1976 годах стартовал в североамериканском чемпионате Формулы-5000 в команде «Interscope Racing», в 1977 году перешёл вместе с командой в чемпионат USAC, также принимал участие в чемпионате IMSA, где в 1979 году выиграл гонку «24 часа Дейтоны».
В 1977—1978 годах несколько раз принимал участие в чемпионате мира Формулы-1: в 1977 году дважды стартовал на автомобиле Penske на североамериканских этапах чемпионата, а на следующий год, в 1978, проехал два этапа в команде Ensign и дважды не пробился на старт на Shadow, арендованном «Interscope Racing», в США и Нидерландах. После преобразования чемпионата USAC в CART в 1979 году Онгейс продолжил гоночную карьеру в новом чемпионате всё с той же «Interscope Racing». В этом году он завоевал своё высшее достижение в «Инди-500», финишировав четвёртым, а в 1981 году потерпел тяжёлую аварию в Индианаполисе, закончившуюся переломами ног, и был вынужден пропустить остаток сезона. После восстановления продолжил выступления в CART. После сезона 1987 года объявил о завершении гоночной карьеры, но в 1996 году вновь появился на старте «Инди-500», заменив в команде «Менард» погибшего Скотта Брайтона. После трёх гонок в чемпионате IRL в 1997-98 годах окончательно ушёл из автоспорта.
В 2000 году введён в Международный зал славы автомотоспорта как пилот, добившийся выдающихся успехов в дрэг-рэйсинге.

## Результаты выступлений

### 500 миль Индианаполиса
| Год  | Шасси          | Двигатель    | Старт  | Финиш |
| ---- | -------------- | ------------ | ------ | ----- |
| 1977 | Parnelli VPJ6B | Cosworth     | 7      | 20    |
| 1978 | Parnelli VPJ6B | Cosworth     | 2      | 18    |
| 1979 | Parnelli VPJ6C | Cosworth     | 27     | 4     |
| 1980 | Parnelli VPJ6C | Cosworth     | 16     | 7     |
| 1981 | Interscope 81  | Cosworth     | 21     | 27    |
| 1982 | Interscope 03  | Cosworth     | 9      | 22    |
| 1983 | March 83C      | Cosworth     | 21     | 21    |
| 1984 | March 84C      | Cosworth     | 11     | 9     |
| 1985 | March 85C      | Cosworth     | 17     | 17    |
| 1986 | March 86C      | Buick        | 16     | 23    |
| 1987 | Penske PC-16   | Chevrolet    | НС     |       |
| 1996 | Lola T95/00    | Menard-Buick | 33 (1) | 7     |
| 1998 | Dallara        | Oldsmobile   | НКВ    |       |

### Формула-1
| Легенда к таблице |                                                                    |
| --- | ------------------------------------------------------------------ |
| В таблице перечислены результаты всех Гран-при Формулы-1, в которых принимал участие гонщик. Строками таблицы являются сезоны, столбцами — этапы чемпионата мира. В каждой клетке указаны сокращённое название этапа и результат, дополнительно обозначенный цветом. Расшифровка обозначений и цветов представлена в нижеследующей таблице. |                                                                    |
| \| Пример \| Описание \| \| ------------ \| ------------------------------------------------------------------ \| \| 1 \| Победитель \| \| 2 \| Второе место \| \| 3 \| Третье место \| \| 5 \| Финишировал, заработав очки \| \| Сход \| Не финишировал, но при этом заработал очки \| \| 12 \| Финишировал, не получив очков \| \| НКЛ \| Финишировал, но не попал в финальную классификацию \| \| 15 \| Участвовал вне зачёта, либо по отдельной классификации \| \| 18 \| Не финишировал, но попал в финальную классификацию \| \| Сход \| Не финишировал \| \| НКВ \| Не прошёл квалификацию \| \| НПКВ \| Не прошёл предквалификацию \| \| ДСК \| Дисквалифицирован \| \| ИСК \| Исключён из протокола соревнований \| \| ТТ \| Заявлен для участия только в тренировках \| \| НС \| Участвовал в квалификации, но не стартовал в гонке \| \| Т \| Травмирован или болен \| \| ОТК \| Отказ от участия \| \| НТР \| Прибыл на соревнования, но на трассу не выезжал \| \| НПР \| Был заявлен в числе участников, но не прибыл к началу соревнований \| \| О \| Соревнования отменены \| \| \| Не участвовал \| \| Поул-позиция \| \| \| Быстрый круг \| \| |                                                                    |
| Пример | Описание                                                           |
| 1 | Победитель                                                         |
| 2 | Второе место                                                       |
| 3 | Третье место                                                       |
| 5 | Финишировал, заработав очки                                        |
| Сход | Не финишировал, но при этом заработал очки                         |
| 12 | Финишировал, не получив очков                                      |
| НКЛ | Финишировал, но не попал в финальную классификацию                 |
| 15 | Участвовал вне зачёта, либо по отдельной классификации             |
| 18 | Не финишировал, но попал в финальную классификацию                 |
| Сход | Не финишировал                                                     |
| НКВ | Не прошёл квалификацию                                             |
| НПКВ | Не прошёл предквалификацию                                         |
| ДСК | Дисквалифицирован                                                  |
| ИСК | Исключён из протокола соревнований                                 |
| ТТ | Заявлен для участия только в тренировках                           |
| НС | Участвовал в квалификации, но не стартовал в гонке                 |
| Т | Травмирован или болен                                              |
| ОТК | Отказ от участия                                                   |
| НТР | Прибыл на соревнования, но на трассу не выезжал                    |
| НПР | Был заявлен в числе участников, но не прибыл к началу соревнований |
| О | Соревнования отменены                                              |
| | Не участвовал                                                      |
| Поул-позиция |                                                                    |
| Быстрый круг |                                                                    |

| Год  | Команда           | Шасси       | Двигатель | 1        | 2        | 3   | 4        | 5   | 6   | 7   | 8   | 9   | 10  | 11  | 12  | 13       | 14  | 15       | 16    | 17  | Место | Очки |
| ---- | ----------------- | ----------- | --------- | -------- | -------- | --- | -------- | --- | --- | --- | --- | --- | --- | --- | --- | -------- | --- | -------- | ----- | --- | ----- | ---- |
| 1977 | Interscope Racing | Penske PC4  | Cosworth  | АРГ      | БРА      | ЮАР | СШЗ      | ИСП | МОН | БЕЛ | ШВЕ | ФРА | ВЕЛ | ГЕР | АВТ | НИД      | ИТА | США Сход | КАН 7 | ЯПО | -     | 0    |
| 1978 | Ensign            | Ensign N177 | Cosworth  | АРГ Сход | БРА Сход | ЮАР |          |     |     |     |     |     |     |     |     |          |     |          |       |     | -     | 0    |
| 1978 | Interscope Racing | Shadow DN9  | Cosworth  |          |          |     | СШЗ НПКВ | МОН | БЕЛ | ИСП | ШВЕ | ФРА | ВЕЛ | ГЕР | АВТ | НИД НПКВ | ИТА | США      | КАН   |     | -     | 0    |

### 24 часа Ле-Мана
| Год  | Команда                         | Напарники                   | Автомобиль        | Класс        | Круги | ОП | КП |
| ---- | ------------------------------- | --------------------------- | ----------------- | ------------ | ----- | -- | -- |
| 1980 | Kremer Racing Team Malardeau    | Тед Филд Жан-Луи Лафосс     | Porsche 935-K3/80 | Gr.5 SP 2.0+ | 89    | НФ | НФ |
| 1982 | Kremer Racing Interscope Racing | Тед Филд Билл Уиттингтон    | Porsche C-K5      | Gr.C         | 25    | НФ | НФ |
| 1988 | Italiya Sport Team Le Mans Co.  | Тосио Судзуки Мишель Тролле | March 88S-Nissan  | C1           | 74    | НФ | НФ |